# Бенслі (Вірджинія)
Бенслі (англ. Bensley) — переписна місцевість (CDP) в США, в окрузі Честерфілд штату Вірджинія. Населення — 5971 особа (2020).

## Географія
Бенслі розташоване за координатами 37°26′51″ пн. ш. 77°26′44″ зх. д. / 37.44750° пн. ш. 77.44556° зх. д. (37.447493, -77.445608).  За даними Бюро перепису населення США в 2010 році переписна місцевість мала площу 7,50 км², з яких 7,44 км² — суходіл та 0,06 км² — водойми.

## Демографія
Згідно з переписом 2010 року, у переписній місцевості мешкало 5819 осіб у 2134 домогосподарствах у складі 1350 родин. Густота населення становила 776 осіб/км².  Було 2381 помешкання (318/км²).
Расовий склад населення:
| - 45,3 % — білих - 24,6 % — чорних або афроамериканців - 2,0 % — азіатів - 0,9 % — корінних американців - 0,1 % — вихідців з тихоокеанських островів - 23,1 % — осіб інших рас |

До двох чи більше рас належало 4,0 %. Частка іспаномовних становила 35,7 % від усіх жителів.
За віковим діапазоном населення розподілялося таким чином: 26,0 % — особи молодші 18 років, 64,8 % — особи у віці 18—64 років, 9,2 % — особи у віці 65 років та старші. Медіана віку мешканця становила 31,5 року. На 100 осіб жіночої статі у переписній місцевості припадало 108,0 чоловіків;  на 100 жінок у віці від 18 років та старших — 108,1 чоловіків також старших 18 років.
Середній дохід на одне домашнє господарство  становив 40 837 доларів США (медіана — 35 212), а середній дохід на одну сім'ю — 42 797 доларів (медіана — 37 500). Медіана доходів становила 27 790 доларів для чоловіків та 26 180 доларів для жінок. За межею бідності перебувало 27,1 % осіб, у тому числі 35,6 % дітей у віці до 18 років та 11,8 % осіб у віці 65 років та старших.
Цивільне працевлаштоване населення становило 2934 особи. Основні галузі зайнятості: будівництво — 33,3 %, роздрібна торгівля — 15,5 %, науковці, спеціалісти, менеджери — 11,0 %, мистецтво, розваги та відпочинок — 10,7 %.